# 광교상현 나들목
광교상현 나들목(Gwanggyo-Sanghyeon IC)은 경기도 수원시 영통구 이의동과 용인시 수지구 상현1동에 걸쳐 설치된 용인서울고속도로의 2번 교차로이다. 용인방향 진입과 서울방향 진출이 불가능하다. 광교신도시로 진출할 수 있다. 창룡대로를 통해 영동고속도로 동수원 나들목과 간접 연결된다. 계획 당시 가칭은 상현 나들목이었으나, 이 나들목이 광교신도시와 접속되어 있는 것 때문에 2009년 4월 8일에 광교 나들목으로 변경되었으며, 2009년 7월 1일 용인서울고속도로 개통 이후 나들목 명칭이 도시 이름에 맞도록 결정돼야 한다는 용인시의 요구에 의해 같은 해 9월 16일에 현재의 광교상현 나들목으로 변경되었다.

## 연혁
- 2005년 5월 21일 : 나들목 신설을 위해 용인시 도시계획시설 교통광장에 상현동 일원을 고시[2]
- 2009년 4월 8일 : 기존 가칭인 상현 나들목에서 광교 나들목으로 변경
- 2009년 7월 1일 : 용인서울고속도로 개통과 함께 광교 나들목으로 통행 개시[3]
- 2009년 9월 16일 : 광교상현 나들목으로 명칭 변경[4]

## 구조물 정보
- 위치: 경기도 수원시 영통구 이의동, 용인시 수지구 상현1동

## 접속하는 도로
- 국도 제43호선 (창룡대로, 포은대로)
- 석성로
- 수원북부순환로
- 간접 연결 : 50호선 영동고속도로 (동수원 나들목 이용)